# Jack Collison
Jack Collison, né le 2 octobre 1988 à Watford (Angleterre), est un ancien footballeur international gallois qui évoluait au poste de milieu de terrain.

## Biographie

### En club
Collison commence le football à Peterborough United puis Cambridge United. Quand l'académie de Cambridge Utd ferme ses portes en 2005, Collison rejoint celle de West Ham United.
Collison fait ses débuts en équipe première le 1er janvier 2008 contre Arsenal. Il marque son premier but le 8 novembre de la même année contre Everton (défaite 1-3).
Le 23 août 2009, Collison apprend le décès de son père après une rencontre face à Tottenham. Ce dernier se rendait au stade pour voir jouer son fils lorsqu'il est victime d'un accident de la route à moto. Malgré cela, Collison est présent au coup d'envoi en Coupe de la Ligue deux jours plus tard et est félicité par son coach Gianfranco Zola.
Le 12 août 2011, il signe une prolongation de contrat à West Ham. Le 23 mai 2014, il est libéré par West Ham. 
Le 29 mai 2015, il rejoint Peterborough United. Finalement, le 13 février 2016, il décide de prendre sa retraite ennuyé par des blessures à répétition.
Le bilan de sa carrière en championnat s'élève à 73 matchs en Premier League (7 buts), 45 matchs en Championship (4 buts), et 10 matchs en League One (0 but).

### En sélection
Anglais de naissance, Collison devient international gallois grâce aux origines de son grand-père né dans le Monmouthshire au Pays de Galles.
Collison dispute son premier match international contre l'Islande le 28 mai 2008 (victoire 0-1).
Par la suite, il dispute un match face à l'Angleterre rentrant dans le cadre des éliminatoires de l'Euro 2012. Il joue également deux matchs comptant pour les éliminatoires du mondial 2014, contre l'Écosse et la Macédoine.
Le bilan de sa carrière en sélection s'élève à 16 matchs joués, pour aucun but marqué.
En novembre 2009, il est nommé pour le titre de meilleur jeune joueur gallois de l'année, mais est battu par Aaron Ramsey.

## Famille
Jack Collison est le petit neveu de John Gwilliam, ancien capitaine du XV de rugby du pays de Galles.